# Úblo
Úblo (dříve Ublo nebo Hublo, německy Aubeln, polsky Ublo) je malá vesnice, část obce Brumovice v okrese Opava. Nachází se asi 3 km na západ od Brumovic. V roce 2009 zde bylo evidováno 45 adres. V roce 2001 zde trvale žilo 167 obyvatel.
Úblo je také název katastrálního území o rozloze 5,56 km2. V katastrálním území Úblo leží i Kolná a Pocheň.

## Název
Jméno vsi bylo odvozeno od starého ubl – "pramen, studánka" (místní jména od tohoto základu jsou běžná v jihoslovanské oblasti). Délka první samohlásky teprve od konce 19. století (snad vlivem německého tvaru Aubeln, který vznikl z české předlohy, nebo snahou o domněle spisovnou podobu).

## Historie
První písemná zmínka o obci pochází z roku 1450.

## Pamětihodnosti
- Kostel Nejsvětějšího Vykupitele se zbytky ohrad, zdí hřbitova a s bránou a býv. márnicí

## Významní rodáci
- Ernst Trull (1861–1918) – sudetoněmecký básník a prozaik